# Víctor Suanzes Pardo
Víctor Suanzes Pardo (1936) es un militar español, Capitán General de la Región Militar Pirenaica (que incluía las anteriores capitanías generales de Aragón, Barcelona y Burgos) de 1997 a 1999.

## Carrera
Ascendido a general, fue destinado a las oficinas de la OTAN y ha sido jefe de la Unidad de Verificación Española. De mayo de 1991 a enero de 1992 fue comandante de la fuerza del Grupo de Observadores de las Naciones Unidas en Centroamérica (ONUCA), el primer militar español en comandar un contingente militar de las Naciones Unidas, y de enero de 1992 a mayo de 1993 fue comandante de la fuerza de la Misión de Observación de las Naciones Unidas en el Salvador (Onusal). En septiembre de 1993 fue nombrado jefe de la Fuerza de Acción Rápida en sustitución de Agustín Muñoz-Grandes Galilea, nombrado jefe de la División Acorazada Brunete. En septiembre de 1994 fue nombrado director general de Política de Defensa (DIGEPOL) en sustitución del general Francisco Veguillas Elices, asesinado por ETA. Ocupó el cargo hasta que el 2 de agosto de 1997 fue nombrado capitán general de la nueva Región Militar Pirenaica, que unificaba las regiones militares Pirenaica Oriental y Pirenaica Occidental (antiguas capitanías de Barcelona, Aragón y Burgos). En octubre de 1999 cesó en el cargo y pasó a la reserva.